# Forget Me
Forget Me è un singolo del cantante britannico Lewis Capaldi, pubblicato il 9 settembre 2022 come primo estratto dal secondo album in studio Broken by Desire to Be Heavenly Sent.

## Descrizione
Il brano è stato scritto da Lewis Capaldi, Michael Pollack, Philip Plested, Tom Bames, Pete Kelleher e Ben Kohn, e prodotto dagli ultimi tre (che compongono il team di produttori TMS) insieme all'artista. Pubblicato come singolo apripista per il secondo album di Capaldi, è la sua prima opera in quasi tre anni. Il testo ripercorre la fine di una storia amorosa avuta dal cantante l'anno precedente e i suoi sentimenti nel vedere l'ex iniziare una nuova vita senza di lui attraverso i suoi post sui social media. Con i suoi richiami alla musica synth degli anni ottanta, Forget Me marca una svolta nello stile musicale dell'artista.

## Video musicale
Il video musicale di Forget Me, diretto da Louis Bhose, è stato girato al Pikes Hotel di Ibiza e pubblicato in concomitanza con l'uscita del singolo digitale. È un omaggio a Club Tropicana degli Wham!. Sulla clip, il regista ha spiegato che ha preferito associare alla canzone triste un video solare, in linea con i sentimenti dell'artista al momento della sua realizzazione.

## Tracce
Testi e musiche di Lewis Capaldi, Michael Pollack, Philip Plested, Tom Bames, Pete Kelleher e Ben Kohn.
1. Forget Me – 3:23

## Classifiche

### Classifiche settimanali
| Classifica (2022-23) | Posizione massima |
| -------------------- | ----------------- |
| Australia            | 21                |
| Austria              | 59                |
| Belgio (Fiandre)     | 5                 |
| Belgio (Vallonia)    | 15                |
| Canada               | 11                |
| Danimarca            | 20                |
| Francia              | 198               |
| Germania             | 86                |
| Irlanda              | 2                 |
| Islanda              | 22                |
| Italia               | 75                |
| Lituania             | 79                |
| Norvegia             | 13                |
| Nuova Zelanda        | 22                |
| Paesi Bassi          | 22                |
| Regno Unito          | 1                 |
| Stati Uniti          | 58                |
| Sudafrica            | 74                |
| Svezia               | 35                |
| Svizzera             | 38                |
| Ucraina              | 21                |

### Classifiche di fine anno
| Classifica (2022) | Posizione |
| ----------------- | --------- |
| Belgio (Fiandre)  | 80        |
| Belgio (Vallonia) | 195       |
| Regno Unito       | 40        |
| Classifica (2023) | Posizione |
| Canada            | 36        |
| Regno Unito       | 25        |
| Ucraina           | 79        |
| Classifica (2024) | Posizione |
| Ucraina           | 66        |